# Corró pastisser

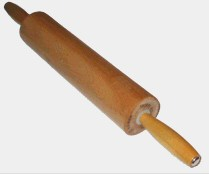
Un corró pastisser

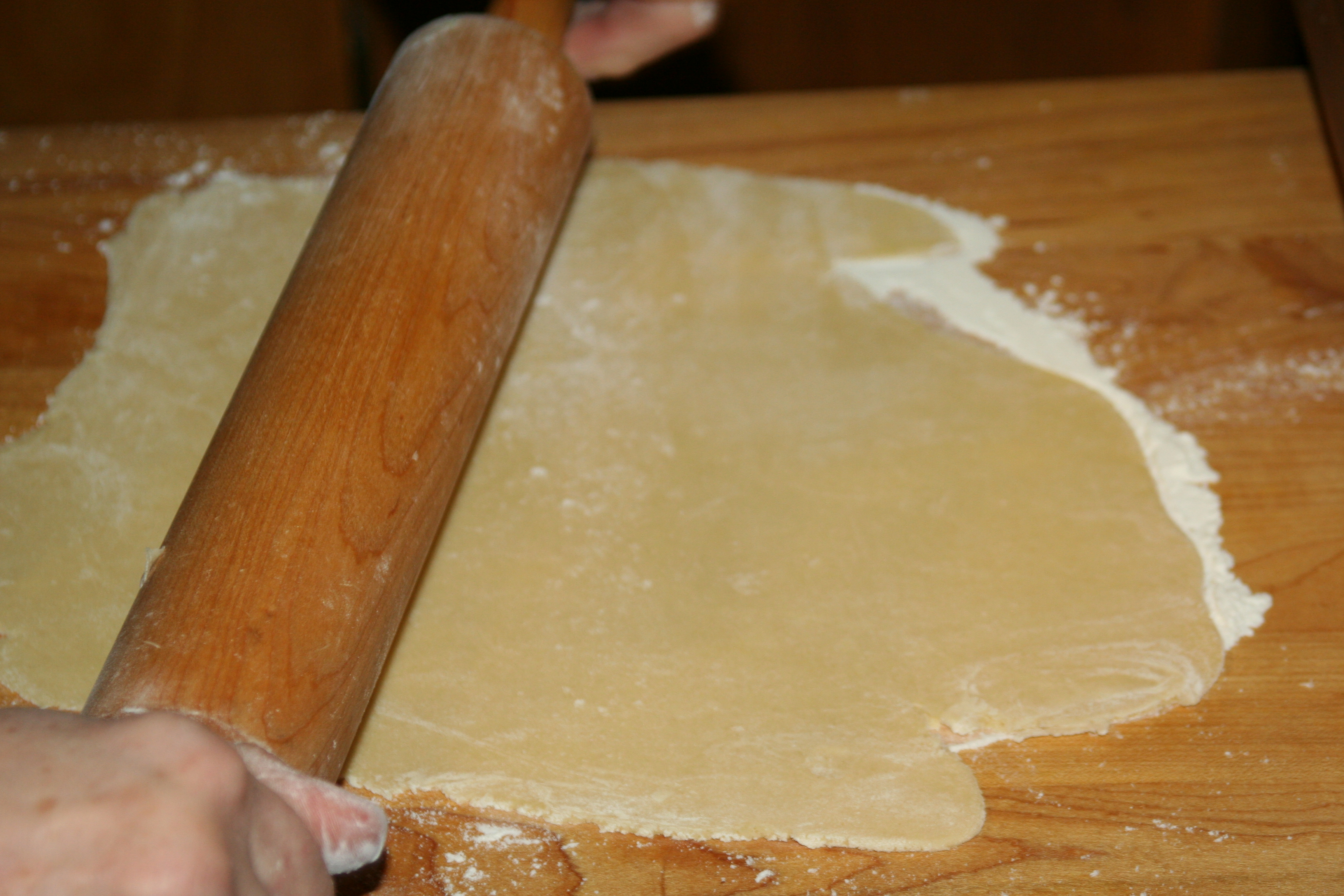
Corró pastisser usat per a aplanar pasta

Un corró pastisser, corró de pastisseria o corró és un estri de cuina, utilitzat en la pastisseria per a aplanar pasta. En la seva forma més senzilla, és un cilindre allargat, però també n'hi han que tenen mànecs tornejats a cada cap, o un corró que gira sobre un eix amb un mànec a cada cap. Tradicionalment és de fusta, però també n'hi ha de ceràmica i d'altres materials antiadherents.